# هيجة حمامة (حزم العدين)

تعديل مصدري - تعديل

هيجة حمامة محلة تابعة لقرية الجعامي، التابعة لعزلة يريس بمديرية حزم العدين إحدى مديريات محافظة إب في الجمهورية اليمنية، بلغ تعداد سكانها 32 حسب تعداد اليمن لعام 2004.